# Öknebo tingslag
Öknebo tingslag var ett tingslag i Stockholms län och i Södertörns domsaga. Tingsplats var Södertälje rådhus. 
Tingslaget bildades 1680 och uppgick 25 augusti 1916 i Svartlösa och Öknebo tingslag.

## Ingående områden
Tingslaget omfattade Öknebo härad.